# Kurt Max Runte
Kurt Max Runte ou apenas Kurt Runte, nascido em 27 de novembro de 1961, é um ator e músico canadense, mais conhecido pelo seu personagem  detetive Jason Breen da série de televisão, Kyle XY e como Nikolas Natchios em Elektra.
Kurt Max Runte começou sua carreira na Tv em 1996, quando modou-se para os Estados Unidos e passou a atuar em séries como Viper, The Commish, The X-Files e Dark Angel. No começo dos anos 2000, ele rstrelou um episódio da série de terror Night Visions e continuou marcando presença em séries como The Twilight Zone, Taken, Reunion, Battlestar Galactica e The L Word.
Em 2006, ganhou destaque no papel de detetive Jason Breen da série de televisão, Kyle XY. Além disso continuou na TV em Bionic Woman, Eureka, Smallville em 2009, e em Supernatural, série na qual teve papel recorrente de 2007 a 2014.
No cinema, ele esteve no elenco de Charly, The Day the Earth Stood Still, The Perfect Score, Something More e Elektra e protagonizou o primeiro filme do canal VH1, o bem sucedido Sweetwater: A True Rock Story, interpretando o músico Alex Del Zoppo. Ele também esteve nos filmes X2: X-Men United, Godzilla e Aliens vs. Predator: Requiem, no qual teve grande destaque no papel de Buddy.
Em 2019 voltou a TV na série iZombie e para o serviço de Streaming Netflix, passou a fazer aparições na série O Mundo Sombrio de Sabrina.